# Sonja Bergvall
Sonja Ingeborg Bergvall, född 28 mars 1907 i Fårö församling, Gotlands län, död 7 april 1989 i Stockholm, var en svensk översättare och förlagsanställd. Hon var en av det sena 1900-talets mest uppskattade översättare av engelsk litteratur.

## Biografi
Bergvall föddes som dotter till öns folkskollärare Edvin Bergvall och hans hustru småskolläraren Agnes, född Gäfvert. När hon var sex år flyttade familjen, inklusive den två år yngre systern Birgit, till Södertörn. 1927 flyttade den då 20-åriga Bergvall vidare in till Stockholm.

### Studier och förlagsarbete
Efter studentexamen 1926 studerade hon vid Frans Schartaus Handelsinstitut 1927. Därefter arbetade hon vid Stockholms Enskilda Bank 1927–1929. Det senare året fick hon anställning vid bokförlaget Natur & Kultur. Hösten 1933 började hon i stället arbeta på Albert Bonniers Förlag, där hon kom att stanna i 38 års tid – fram till sin pensionering 1971.
I början av 1940-talet blev hon förlagets reklamchef, en befattning hon innehade fram till 1949. Sedan sattes hon att sköta kontakterna med utländska förläggare med tanke på placeringen av svensk litteratur i utlandet, en avdelning som hon så småningom också blev chef för. Hon var med om att lansera Harry Martinson, Vilhelm Moberg, Ivar Lo-Johansson, Eyvind Johnson, Sara Lidman med flera.

### Översättande
Bergvall började översätta redan i början av 1930-talet men då mer som en bisyssla. Under denna period var det i synnerhet hennes översättningar av Dorothy Sayers detektivromaner som väckte uppmärksamhet för, som Madeleine Gustafsson skriver i sin artikel om Sonja Bergvall i Svenskt översättarlexikon, ”deras kluriga lösningar, muntra ironier och lättsamt antydda lärdom”. Hon översatte under denna period även flera viktiga modernistiska romaner som exempelvis E.M. Fosters Credo och Virginia Woolfs Mot fyren.
Det var dock först efter pensioneringen 1971 som Sonja Bergvall blev översättare på heltid. Under 1970-talet översatte hon i rask takt en rad engelska och amerikanska romaner av bland andra Jane Austen, Muriel Sprak, Agatha Christie, P.D. James, Vita Sackville-West och Lilian Hellman. Men framför allt gjorde hon Doris Lessings verk, liksom Margaret Drabbles och Anne Tylers och andra för den nya kvinnorörelsen viktiga författare, tillgängliga på svenska. Hon översatte även William Golding.
Bergvall översatte huvudsakligen från engelska men även i mindre utsträckning från tyska, norska och danska. När hon mottog 1981 års Elsa Thulins översättarpris löd motiveringen: "För en gedigen yrkesmässig översättargärning av ovanlig bredd under lång tid med tonvikt på särskilt krävande engelskspråkig litteratur."
För Sonja Bergvall var lyhördheten inför författaren och troheten mot texten grundläggande för översättarens värv. I en intervju med Lena Rydin menar hon bland annat: ”Man har skyldigheter mot läsarna, ja. Men mest mot författaren. Det är han som ska framträda.” I denna och andra intervjuer talar hon också gärna om vikten av att känna till författarens egna referenser, att kunna sin Shakespeare, Keats, Shelley, Tennyson och så vidare.
Bergvall tillhörde den första generationens översättare som målmedvetet arbetade för bättre villkor och förbättrad standard inom översättarkåren. Hon var en pådrivande kraft när Svenska Översättarförbundet bildades 1954.
Sonja Bergvalls översättningar blev mycket uppskattade, och hon tilldelades en rad priser och stipendier. Förutom Elsa Thulins översättarpris 1981 mottog hon bland annat Tidningen Vi:s litteraturpris 1971, Rabén & Sjögrens översättarpris 1974 och 1975 Trevipriset för sina översättningar av de fyra första delarna av Doris Lessings böcker om Martha Quest. År 1979 mottog hon även Svenska Akademiens översättarpris.

### Sista tid
Sonja Bergvall dog i Stockholm 1989 och gravsattes på Gamla kyrkogården i Grödinge församling. Hon förblev ogift.

## Översättningar (urval)
- Peter Schmidt: Var inte trött: kampen mot tröttheten (Nicht müde sein) (Natur & Kultur, 1930)
- Dorothy L. Sayers: Mördande reklam (Murder must advertise) (Bonniers, 1937)
- E. M. Forster: Credo (What I believe) (Bonniers, 1939)
- John Dickson Carr: Hon dog som en dam (She died a lady) (Bonniers, 1946)
- Saul Bellow: Offret (The victim) (Bonniers, 1950)
- Virginia Woolf: Mot fyren (To the lighthouse) (Bonniers, 1953)
- L.P. Hartley: Gudarnas budbärare (The go-between) (Bonniers, 1955)
- Jane Austen: Emma (Emma) (Forum, 1956)
- William Golding: Flugornas herre (Lord of the flies) (Bonniers, 1959)
- J.D. Salinger: Franny och Zooey (Franny and Zooey) (Bonniers, 1962)
- Doris Lessing: Instruktion för nedstigning i helvetet (Briefing for a descent into hell) (Trevi, 1971)
- Margaret Drabble: Riken av guld (The realms of gold) (Trevi, 1976)
- Anne Tyler: Jordiska ägodelar (Earthly possessions) (Trevi, 1978)
- Lillian Hellman: Julia och andra porträtt (Pentimento, a book of portraits) (Trevi, 1979)
- Alix Kates Shulman: Svängen (On the Stroll) (Trevi, 1983)
- Robertson Davies: Femte rollen (Fifth business) (Wahlström & Widstrand, 1984)
- Raymond Chandler: Mordets enkla konst (The simple art of murder) (Janus, 1984)

## Priser och utmärkelser
- 1958 – Boklotteriets stipendiat
- 1971 – Tidningen Vi:s litteraturpris
- 1974 – Rabén & Sjögrens översättarpris
- 1975 – Trevipriset
- 1976 – Berömvärda översättningsgärningar
- 1979 – Svenska Akademiens översättarpris
- 1981 – Elsa Thulins översättarpris